# Emil von Bornstedt
Emil Heinrich Johann von Bornstedt (* 22. April 1804 in Stendal; † 6. Juli 1885 in Berlin) war ein preußischer Generalleutnant.

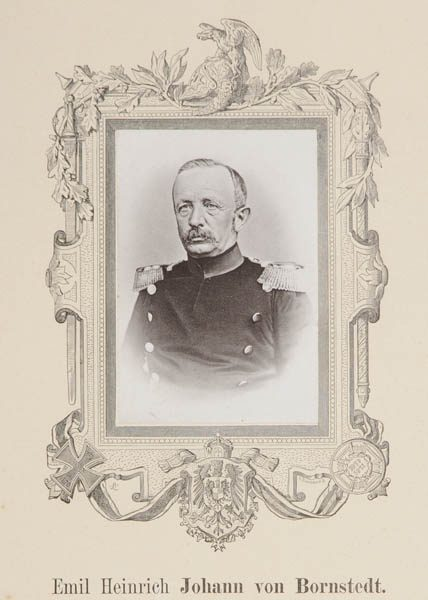
Emil von Bornstedt

## Leben

### Herkunft
Emil war ein Sohn des preußischen Majors Ernst Johann Eugen von Bornstedt (1768–1813) und dessen zweiter Ehefrau Annette, geborene von Düring (1783–1853). Sein Vater fiel als Kommandeur des Grenadier-Bataillons des 1. Westpreußischen Infanterie-Regiments in der Schlacht bei Großgörschen.

### Militärkarriere
Bornstedt besuchte das Militärwaisenhaus und das Berliner Kadettenhaus. Anschließend wurde er am 28. Juli 1821 als Sekondeleutnant dem  26. Infanterie-Regiment der Preußischen Armee überwiesen. Er wurde am 14. September 1831 zum Premierleutnant befördert und 1836 zum Lehr-Infanterie-Bataillon kommandiert. Am 12. Dezember 1839 wurde er dann zum Kapitän und Kompaniechef ernannt. Am 25. November 1848 zum Major befördert, kam er als Kommandeur des II. Bataillons im 16. Landwehr-Regiment nach Iserlohn. Mit diesem nahm er 1849 an der Niederschlagung der Badischen Revolution teil. Er kämpfte im Gefecht bei Waghäusel und wurde im Gefecht bei Durlach verwundet. Dafür wurde er am 20. September 1849 mit dem Roten Adlerorden IV. Klasse mit Schwertern und am 27. Oktober 1849 mit dem Kommandeurskreuz II. Klasse des Ordens vom Zähringer Löwen ausgezeichnet.
Am 12. April 1851 wurde er als Kommandant in die Festung Silberberg versetzt und à la suite des 26. Infanterie-Regiments gestellt. Von dort wurde er am 1. November 1853 als Kommandant in die Festung Pillau versetzt und am 13. Juli 1854 zum Oberstleutnant befördert. Anschließend wurde er am 16. Mai 1857 in das 14. Infanterie-Regiment versetzt und am 29. Oktober 1857 dort zum Kommandeur ernannt. Am 22. Mai 1858 zum Oberst befördert, erhielt er am 3. Oktober 1859 den Roten Adlerorden III. Klasse mit Schwertern. Er kam am 22. Juni 1861 als Kommandeur in die 21. Infanterie-Brigade und wurde dazu à la suite des 14. Infanterie-Regiments gestellt. Er wurde am 18. Oktober 1861 zum Generalmajor befördert und am 18. Januar 1863 mit dem Roten Adlerorden II. Klasse mit Eichenlaub und Schwertern am Ringe ausgezeichnet. Während des Polnischen Aufstands von 1863 war er mit seiner Brigade an der polnisch-russischen Grenze stationiert. Am 7. April 1864 wurde die Brigade wieder mobilisiert und nahm am Feldzug gegen Dänemark teil. Am 9. August 1864 erhielt er seinen Abschied mit dem Charakter als Generalleutnant und einer Pension.
Er starb am 6. Juli 1885 in Berlin und wurde am 9. Juli 1885 auf dem St.-Matthäi-Friedhof beigesetzt.

### Familie
Er heiratete am 30. Juli 1846 in Oschersleben Karoline Ida Meyer (1825–1881).